# Goldie (film)
Goldie è un film statunitense del 1931 diretto da Benjamin Stoloff.
È il remake del film muto del 1928 Capitan Barbablù (A Girl in Every Port), diretto da Howard Hawks.